# Toxorchis arcuatus
Toxorchis arcuatus är en nässeldjursart som beskrevs av Ernst Haeckel 1879. Toxorchis arcuatus ingår i släktet Toxorchis och familjen Laodiceidae. Inga underarter finns listade i Catalogue of Life.